# Ричленд (Вашингтон)
Ричленд (англ. Richland) — город в юго-восточной части штата Вашингтон, США.

## География
Расположен на территории округа Бентон. Наряду с соседними городами Кенневик и Паско, входит в состав городской агломерации Три-Ситис. Расположен в месте впадения реки Якима в реку Колумбия. Площадь города составляет 101,29 км², из них 92,51 км² составляет суша, а 8,78 км² — открытые водные пространства.

## Население
Население Ричленда по данным переписи 2010 года составляет 48 058 человек; по оценкам на 1 апреля 2012 года оно насчитывает 49 890 человек.
По данным на 2010 год расовый состав представлен белыми американцами (87,0 %); азиатами (4,7 %); афроамериканцами (1,4 %); коренными американцами (0,8 %); населением островов Тихого океана (0,1 %); представителями других рас — 2,7 % и представителями двух и более рас — 3,2 %. Доля латиноамериканцев любой расы составляет 7,8 %.
Средний возраст населения — 39,4 лет. Доля лиц в возрасте младше 18 лет — 24,2 %; лиц от 18 до 24 лет — 8,1 %; от 25 до 44 лет — 24,7 %; от 45 до 64 лет — 28,4 %; лиц в возрасте старше 65 лет — 14,6 %. Мужчины составляют 49 % населения города; женщины — 51 %.
| 1950   | 1960   | 1970   | 1980   | 1990   | 2000   | 2010   |
| ------ | ------ | ------ | ------ | ------ | ------ | ------ |
| 21 809 | 23 548 | 26 290 | 33 578 | 32 315 | 38 708 | 48 058 |

Источники:

## Транспорт
Город обслуживается аэропортом Ричленд; в соседнем Паско находится аэропорт Три-Ситис. Оба эти аэропорта обслуживают только местные рейсы.

## Города-побратимы
- Синьчжу, Китайская Республика